# Żeleźnik
Żeleźnik (niem. Eisenberg) – wieś w Polsce położona w województwie dolnośląskim, w powiecie strzelińskim, w gminie Strzelin.

## Podział administracyjny
W latach 1975−1998 miejscowość administracyjnie należała do województwa wrocławskiego.

## Zabytki
Do wojewódzkiego rejestru zabytków wpisane są:
- kościół filialny pw. Matki Bożej Szkaplerznej, zbudowany przed rokiem 1377 - XIV w. w stylu gotyckim, w połowie XVII w. Na początku XVIII wieku został gruntownie przebudowany w stylu barokowym. Portal z czasów budowy świątyni, gotycki. Wyposażenie wnętrza głównie barokowe, liczne epitafia gotyckie i renesansowe z XV i XVI w., m.in.:
  - Leonhardta von Bischofsheimb (zm. 1556) z ośmioma herbami,
  - Evy von Bischofsheimb, (zm. 1583), żony Karla von Sobottendorf  z ośmioma herbami[5].
- zespół pałacowy:
  - pałac, barokowy zbudowany na początku XVIII w., przebudowany w następnym stuleciu w latach 1910-1920. Pomimo zniszczeń z roku 1945 posiada dekoracje stiukowe wnętrz
  - gołębnik
  - altana, z końca XIX w.
  - spichlerz murowany z końca XVIII w., przebudowany w pierwszych latach XX w.
  - park i plac wokół kościoła, z XVIII w., zmiany w drugiej połowy XIX w.

inne zabytki:
- brama kościelna z attyką, z XVII w.
- oranżeria pałacowa
- figura św. Donata z XVIII w.
- obelisk ku czci żołnierzy Armii Czerwonej z 1945 r.

## Szlaki turystyczne
- Nowina - Rozdroże pod Mlecznikiem - Raczyce - Henryków - Skalice - Skalickie Skałki - Skrzyżowanie nad Zuzanką - Bożnowice - Ostrężna - Miłocice - Gromnik - Jegłowa - Żeleźnik - Wawrzyszów - Grodków - Żarów - Starowice Dolne - Strzegów - Rogów - Samborowice - Szklary - Wilemowice leśniczówka - Biskupi Las - Dębowiec - Ziębice[6]